# Laisjevo
Laisjevo (ryska Лаишево, tatariska Лаеш/Layış) är en stad i Tatarstan i Ryssland. Folkmängden uppgick år 2015 till cirka 8 200 invånare.